# Diego Fernández (conde en el siglo X)
Diego Fernández (m. antes del 1 de diciembre de 928), fue un conde en el Reino de León cuya filiación no ha sido documentada, aunque por su patronímico su padre se llamaría Fernando y probablemente fuera originario de Castilla. Es el ancestro de varios linajes importantes de los siglos X y XI en la península ibérica. Aunque el parentesco no está confirmado en las fuentes medievales, algunos historiadores y genealogistas opinan que pudo ser hermano del conde Ero y de Gudesteo Fernández.

## Esbozo biográfico

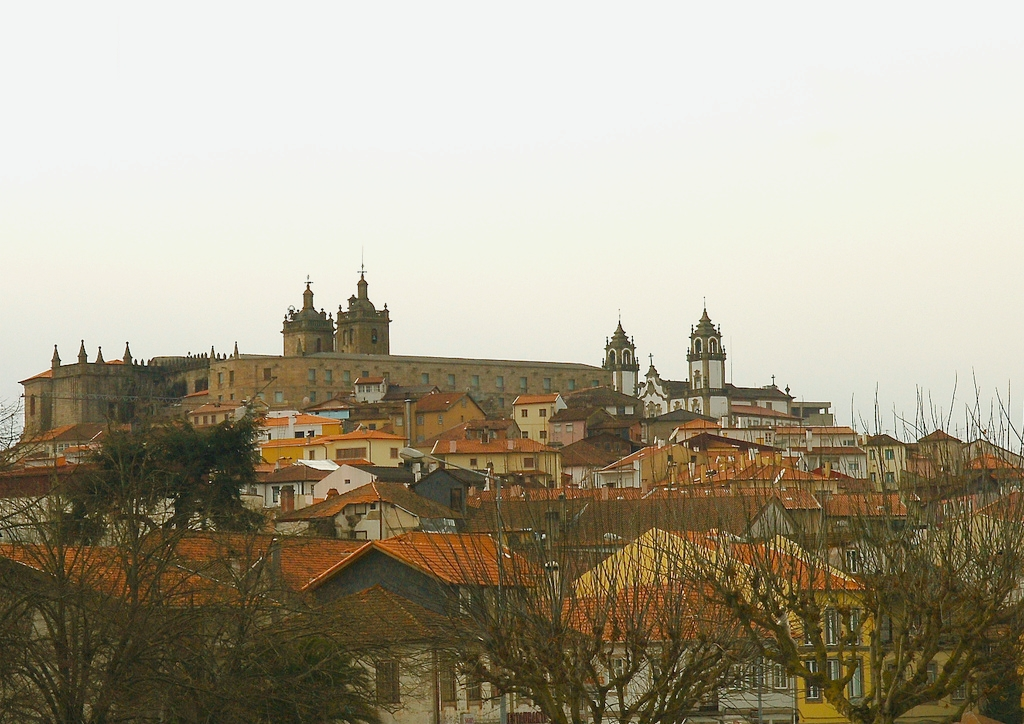
Vista de Viseu donde estableció su corte el rey Ramiro II de León

Diego llegó al condado portucalense al final del siglo IX acompañando, según Sampiro, al infante Bermudo Ordóñez, hijo del rey Ordoño I de Asturias, que después de rebelarse contra su hermano Alfonso III, se exilió en Coímbra donde falleció poco antes de 928. Su primera aparición en cartularios medievales fue el 28 de abril de 909 cuando confirmó una donación del rey Alfonso III. Fue también miembro de la curia regia del rey Ordoño II de León y de su sucesor Fruela II. Acompañó después al rey Ramiro II cuando estableció su corte en Viseu y su última aparición se registra el 23 de febrero de 926 cuando confirmó una donación del rey Ramiro al conde Hermenegildo González y a su esposa Muniadona Díaz, hija de Diego. Habrá fallecido entre esa fecha y antes del 1 de diciembre de 928 cuando su esposa otorgó testamento y declaró que era viuda.

## Matrimonio y descendencia
El conde Diego contrajo matrimonio con Oneca (u Onega), quien, debido a una confusión con una descendiente, se confunde frecuentemente con su homónima Oneca Lúcidez, hija de Lucídio Vimaranes, a su vez, hijo de Vímara Pérez, conquistador de Coímbra. Se conjetura que Oneca pudo haber sido miembro de la casa real pamplonesa, debido a su nombre, de origen navarro, y el de su hijo Jimeno y varios descendientes. Su madre pudo ser Leodegundia, probable hija del rey Ordoño I de Asturias, casada con un infante o noble pamplonés, ya que en un diploma, el rey Ramiro II llama tía a Munia, hija del matrimonio de Diego y Oneca. En diciembre de 928, Oneca aparece haciendo una donación al monasterio de Lorvão acompañada por sus cuatro hijos, todos mencionados:Munia, Ledegundia, Ximeno y Mummadomna, así como el conde Hermenegildo González, esposo de su hija Muniadona, y Rodrigo Tedóniz, posiblemente el marido de Leodegundia Díaz. La donación la realizó por el alma de Veremudo dive memorie que ha sido confundido frecuentemente con el rey Bermudo II de León, aunque en realidad se refiere al infante Bermudo Ordóñez, hijo de Ordoño II que vivió en el condado Portucalense y que probablemente fue hermano de Leodegundia, la que pudo ser la madre de Oneca.
De este matrimonio nacieron:
- Munia Díaz,[12] esposa de Aloyto (Alvito) Lucides, padres de Lucídio Alvites quien casó con Jimena y fueron los padres de Oneca (Onega) Lucides, la homónima frecuentemente confundida con Oneca, la esposa de Diego Fernández.[13]
- Leodegundia Díaz,[12] posiblemente la esposa de Rodrigo Tedoniz, quien también confirma la donación efectuada en 928.[4]
- Jimeno Díaz (falleció entre noviembre y diciembre de 961),[12] conde y personaje muy relevante del siglo X, quien antes de febrero de 949 contrajo matrimonio con Adosinda Gutiérrez, hija del conde Gutierre Menéndez y de Ilduara Ériz con quien tuvo sucesión. Después de enviudar, Adosinda se casó con Ramiro Menéndez, hijo del conde Hermenegildo González.[10] Algunos autores consideran que la reina Velasquita Ramírez pudo ser la hija de Ramiro Menéndez y de Adosinda.[14]
- Muniadona Díaz, quien aparece en febrero de 926 ya casada con el conde Hermenegildo González.[15][16][4]